# Stour Provost
Stour Provost är en ort  och civil parish i Storbritannien.   Den ligger i kommunen Dorset och riksdelen England, i den södra delen av landet, 160 km väster om huvudstaden London. Stour Provost ligger 90 meter över havet och antalet invånare är 579.
Terrängen runt Stour Provost är platt. Runt Stour Provost är det ganska tätbefolkat, med 108 invånare per kvadratkilometer. Närmaste större samhälle är Manston, 5,1 km söder om Stour Provost. Trakten runt Stour Provost består till största delen av jordbruksmark.